# Alex Iwobi
Alex Iwobi, född 3 maj 1996 i Lagos, är en nigeriansk fotbollsspelare som spelar som anfallare och mittfältare för Fulham. Han spelar även för det nigerianska landslaget. Hans morbror är den före detta fotbollsspelaren Jay-Jay Okocha.

## Klubbkarriär
Den 8 augusti 2019 värvades Iwobi av Everton, där han skrev på ett femårskontrakt. Den 2 september 2023 värvades Iwobi av Fulham, där han skrev på ett femårskontrakt.

## Meriter

### Klubblag
Arsenal
- FA-cupen:  Mästare 2016/2017
- Engelska Ligacupen:  Finalist 2017/2018
- Uefa Europa League:  Finalist 2018/2019